# Gedu
Gedu – miasto w południowo-zachodnim Bhutanie, w dystrykcie Czʽukʽa. Według danych z 2017 roku liczyło 2849 mieszkańców.
W mieście znajduje się Gaeddu College of Business Studies, wydział zamiejscowy Uniwersytetu Królewskiego w Bhutanie.